# Battaglia di Khan Yunis
La battaglia di Khan Yunis, in Turco Han Yunus Muharebesi) fu combattuta il 28 ottobre del 1516 a Khan Yunis, nell'attuale Palestina, tra le forze ottomane e quelle mamelucche burji. Le forze di cavalleria mamelucche, guidate da Janbirdi al-Ghazali, attaccarono gli ottomani i quali stavano attraversando Gaza nel loro cammino verso l'Egitto. Le milizie ottomane, guidate dal gran visir Hadim Sinan Pascià, respinsero con coraggio la carica della cavalleria mamelucca. Al-Ghazali rimase ferito durante il combattimento e, in seguito alla respinta ottomana, fece ritorno al Cairo con le truppe rimaste.